# 喬·拜登總統旅行列表
以下為喬·拜登擔任美國總統期間的出訪行程。
- 喬·拜登總統國際外訪
- 2021年喬·拜登國內視察行程列表（英语：List of presidential trips made by Joe Biden (2021)）
- 2022年喬·拜登國內視察行程列表（英语：List of presidential trips made by Joe Biden (2022)）
- 2023年喬·拜登國內視察行程列表（英语：List of presidential trips made by Joe Biden (2023)）
- 2024年喬·拜登國內視察行程列表